# Edgar Pangborn
Edgar Pangborn (New York, 1909. február 25. – Bearsville, 1976. február 1.) amerikai tudományos-fantasztikus, krimi- és történelmi regényíró.

## Élete
Apja, Harry Levi Pangborn ügyvéd és szótárszerkesztő, anyja, Georgia Wood Pangborn, a kor ismert horror- és misztikus írónője volt. Idősebb nővérével, Mary-vel együtt 1919-ig otthon tanult, ezután a Brooklyn Friends School tanulója lett. 1924-ben, 15 évesen kezdte meg zenei tanulmányait a Harvard Egyetemen, de 1926-ban vizsga nélkül távozott onnan. Ezután a New England Conservatory of Music-ban tanult, de ezt az iskolát sem végezte el, kilépése után felhagyott a zenével, s az irodalommal kezdett foglalkozni.
Első regénye, az A-100: A Mystery Story 1930-ban jelent meg, Bruce Harrison álnév alatt. A következő húsz évben számos története jelent meg különböző magazinokban, mindig álnéven. Három éven át (1939-1942) Maine-ben gazdálkodott, 1942 és 1945 közt a második világháború alatt a Csendes-óceáni hadtéren az Amerikai Hadsereg egyik orvosi alakulatában szolgált.
Az 1950-es évek elején kezdett sci-fi történeteket publikálni, már saját neve alatt. Írásait  kor legkiemelkedőbb magazinjai közölték, például a Galaxy Science Fiction, a The Magazine of Fantasy and Science-Fiction és az Ellery Queen's Mystery Magazine. Munkássága segített létrehozni egy új, "humanista" sci-fi irányzatot, s inspirálta az írók következő generációját, köztük Peter S. Beagle-t és Ursula K. Le Guint, akik Pangborn és Theodore Sturgeon munkásságának tulajdonították, hogy lehetséges emberileg hiteles, érzelmes történeteket alkotni a sci-fi és a fantasy keretein belül. Az 1960-as években Pangborn festészettel is foglalkozott, akt- és tájképeket állított ki kiállításokon. Az írást élete végéig folytatta. 2003-ban posztumusz a Cordwainer Smith Rediscovery Award díjat kapta meg.

## Magyarul megjelent művei
- Angyaltojás (novella, Galaktika 32., 1978)
- A babiloni maestro (novella, Szivélyes Fahrenheit c. antológia, Maecenas, 1990, ISBN 9637425195, több későbbi kiadás)
- Hamis tükörkép; ford. S. Kovács Judit; Móra, Budapest, 1994 (Galaktika fantasztikus könyvek) ISBN 9631172058

## Fordítás
- Ez a szócikk részben vagy egészben  az   Edgar Pangborn című angol Wikipédia-szócikk ezen változatának fordításán alapul.  Az eredeti cikk szerkesztőit annak laptörténete sorolja fel. Ez a jelzés csupán a megfogalmazás eredetét és a szerzői jogokat jelzi, nem szolgál a cikkben szereplő információk forrásmegjelöléseként.